# مصرف التنمية الصناعية
مصرف التنمية الصناعية أنشاء بموجب قانون مصرف التنمية الصناعية محلاً بذلك مؤسسة التنمية السودانية التي تم أنشائها بموجب قانون مؤسسة التنمية السودانية في العام 1974 برأس مال بلغ وقتها 500 مليون دولار أمريكي.